# Tephrina disputaria
Tephrina disputaria är en fjärilsart som beskrevs av Achille Guenée 1858. Tephrina disputaria ingår i släktet Tephrina och familjen mätare. Inga underarter finns listade i Catalogue of Life.